# Sida rzedowskii
Sida rzedowskii är en malvaväxtart som beskrevs av P.A. Fryxell. Sida rzedowskii ingår i släktet sammetsmalvor, och familjen malvaväxter. Inga underarter finns listade i Catalogue of Life.